# 85
85 ou 85 d.C. foi um ano comum da Era de Cristo, no século I que teve início e fim num sábado, de acordo com o Calendário Juliano. a sua letra dominical foi B. Segundo o horóscopo chinês, foi o ano do Galo.
| Ano completo                   |
| ------------------------------ |
| Ano comum com início ao sábado |